# LOST+BRAIN
『LOST+BRAIN』（ロストブレイン）は、原作:藪野続久・作画:大谷アキラによる日本の漫画作品。『週刊少年サンデー』（小学館）にて2008年2･3合併号から同年31号まで連載されていた。全27話。話数カウントは「Sign.○」。

## 物語
プロローグ
聖森高校の高校一年生・氷山漣は、生徒会長をする天才であったが、くだらない世の中に辟易としており、何も目的を持てないまま日々を過ごしていた。そんなある日、不良たちが「氷山のカツアゲ疑惑」を捏造したことがキッカケとなり、世界を創りかえたいと思うようになる。
そんな中、世界的な催眠療法士の九遠寺一樹の催眠セミナーを学園祭で体験した氷山は、「人間を操作して解放する」ことができる催眠法の凄さを知り、催眠ならば世界を変えられるかもしれないと考えるようになる。
序盤
1年後、生徒を利用した「催眠法の実験」も終了し、本格的に新世界を創造するべく氷山の催眠計画が始動する。学年2位の秀才・設楽晴秀を仲間に引き込んだ氷山は、実験体にしたクラスメイトの大沢に爆弾を持たせて、新聞部の取材に応じた内閣官房長官を爆破によって殺害する。
その脅威をいち早く察した九遠寺は、捜査の指揮権を与えられ、警察と協力しながら捜査を開始する。そして、わずかな手がかりを元に、聖森高校の生徒の中に「事件の首謀者」がいると推理し、生徒たちを催眠することで犯人の情報を聞き出そうとする。久遠寺を危険視した氷山は、軽音部・新聞部の部長2人を自殺させ、「首謀者は九遠寺」だという遺書を持たせる。
さらに氷山は、久遠寺の催眠センターでアルバイトをしている久遠寺の姪・高木由香から、催眠によって「久遠寺の情報」を得ていく。一方の久遠寺は、犯人が狙うであろう由香を催眠することで、犯人の正体に迫ろうとする。「久遠寺抹殺計画」を始動した氷山は、久遠寺の催眠センターの「患者11名」を同時多発的に自殺に追い込み、久遠寺を最重要容疑者として警察に拘束させる。
中盤
イジメられていたが催眠によって救われた園山瑞希を仲間に加えた氷山は、新たな計画に乗り出す。聖森高校の生徒の「大量失踪事件」を演出し、テレビで「やらせ催眠ショー」をしている神原隼人を仲間に引き入れ、神原はテレビを通して生徒達の催眠を解除することで失踪事件を解決に導き、一躍人気タレントとなっていく。
一方、催眠によって刑事を眠らせて取調室から逃走した久遠寺は、警察から追われる立場となり、恩師・拝島の自宅に潜伏しながら犯人の動向について探っていた。氷山は神原に催眠を施し、神原を通じてテレビ番組上で催眠を行うことで、番組を視聴した10万人の「記憶」を奪う。その後、神原は服毒自殺により死亡し、口封じされてしまう。
終盤
疑いの晴れた久遠寺は、警察の捜査に復帰し、聖森高校の部活の部長たちを束ねている人物である「氷山漣」こそが、この事件の犯人であると断定する。
厚生労働省事務次官の安河内の前で、記憶喪失者を治してみせた氷山は、安河内に「治療法の動画データ」の入ったメモリーチップを手渡す。催眠にかかった安河内によって、10万人の記憶喪失者たちの元に動画のDVDが送り届けられ、記憶喪失からは回復したものの「氷山の管理下」に置かれてしまう。
10万人の人質をとった氷山は、催眠状態にある人質の一人を使って「この件に関する捜査の中止」を求めたことから、警察は応じざるをえなくなる。
ラスト
3か月後、10万人の人質を使って国会を占拠した氷山は、警察をはじめ主要な国家機関を掌握しており、国民に向けて「弱さのない揺るぎない人間」だけの国にするため、48時間以内に催眠を受け入れるかどうかを決断するよう求める。
催眠を受け入れた者の手に「聖痕」を刻ませていく氷山に対抗するため、久遠寺は自らの手に「聖痕」を刻むことで、10万人の信者たちのチェックをすり抜け、氷山の前に現れる。氷山の「久遠寺を殺せ」という命令に、信者たちは激しい葛藤を覚えて混乱に陥り、それをテレビで見た国民たちは、氷山の催眠の危険性を知ったことから、氷山の理想郷の計画は破綻する。
エピローグ
一か月後、氷山の催眠を受けた者たちは、久遠寺たちカウンセラーによって、次第に回復を見せていた。国会議事堂に仕掛けられた爆弾の爆発により、氷山は瓦礫の下敷きになったものと思われていたが、街中の片隅で氷山の後ろ姿が描かれたところで、物語りは終わりを告げる。

## 登場人物

### 主要人物
氷山漣（ひやま れん）
本作の主人公。聖森（せいしん）高校二年生。テストの成績は常に満点でスポーツも万能、美術や音楽の才能も突出しているという絵に描いたような天才。しかしそれゆえに世の中をくだらないと考えており、心のなかでは回りの人間を「クズ」と見下していた。このため、氷山をねたんでいた生徒に暴行の罪を着せられたことで化けの皮がはがれ、一時期孤立していた。高校一年時の文化祭で高木由香の提案で催眠ショーを行なうことになった際、由香の叔父である九遠寺一樹の催眠法の力を目の当たりにする。自分ならこの術を世界を変えるために生かせると考え、独学で催眠法を会得した。その後1年間、計画の事前準備として多くの部活のマネージャーを兼任し、周囲の人間と協調するふりをしながら信頼を得ていった。それと並行して同じ学校の生徒たちを自分の催眠体として陰で実験していた。実験を完成させた後、本格的に計画を開始する。
周囲の人間に慕われる人気者となっているが、それは表面上の演技でしかなく、自分の計画のためならクラスメイトでも殺せる非情な性格。その目的は、嫉妬や憎悪などの人間の弱さ・本質を催眠法で強い自己を植え付け克服させること。そして最終的には全人類をレベルアップへ導く「究極の支配国家」を生み出すことである。
数万人の催眠体を利用して国会議事堂を乗っ取るが、催眠が完璧すぎた事が仇となり「氷山の指示を何の疑いもなく聞く事」と「何者にも揺るがせない自己」は両極端であるため維持できないと九遠寺が指摘。これにより催眠体が自己と催眠の両極端による混乱で命令を聞かなくなってしまい、追い詰められた所を事前に仕掛けた爆弾による崩落で行方不明となる。遺体の確認はされておらず生死も不明。しかし最終話のラストでは生存をほのめかす描写がある。
九遠寺一樹（くおんじ いつき）
本作の準主人公。由香の叔父。世界的催眠療法士兼カウンセラーだが、同時に警察庁から能力を買われ、しばしば捜査に協力している程の探偵でもある。姉が居る。大沢のテロをきっかけに大沢を操った「第三の人間」（真犯人）を探していたが、その能力ゆえ警戒した氷山により真犯人の疑いをかけられ警察に拘束される。尋問中に催眠法を使い逃亡する。
恩師である拝嶋のもとに匿って貰った後、由香の不手際から警察に所在がバレてしまうも、氷山の催眠による神原の大々的な健忘催眠が行われた際に警察と和解し氷山が第三の人間であると断定する。
氷山が国会を乗っ取った際に氷山と対決することを決め、氷山の催眠の盲点を突いて追い詰めるが、確保することは出来なかった。その後は氷山の催眠にかかった人達の治療に当たっている。
愛車はランボルギーニ・ムルシエラゴ。
高木由香（たかぎ ゆか）
本作のヒロイン。氷山の同級生。氷山に好意を寄せている。九遠寺の姪であり、九遠寺の姉の娘。九遠寺の勤める催眠センターの手伝いをすることもある。氷山の計画開始後は情報を聞き出すために氷山に催眠をかけられてしまった。その後、第三の人間との接触を疑った九遠寺に詳しく調べられていた。九遠寺の逮捕後は元の生活に戻る。逃亡した九遠寺から頼まれて神原を調べるが、素人ゆえの不手際（九遠寺と電話で連絡を取った際に、尾行していた園山に九遠寺の逃亡と所在地を聞かれてしまう）から氷山や園山にバレてしまう。
九遠寺の忠告を無視して神原の番組を視聴し記憶喪失になってしまい、氷山の催眠動画も視聴をすんでの所で止められたため記憶が不明瞭な状態となっていた。その後、九遠寺の策で氷山の催眠を受けずに記憶を取り戻した。氷山失踪後は自らの意思でセンターの手伝いに復帰した。
設楽晴秀（したら はるひで）
氷山の同級生。成績は常に氷山に次ぐ二位の秀才で、一度も自分に負けたことのない氷山をライバル視していた。氷山同様に周りの人間を見下していた。その頭脳を氷山に買われ、協力者になる(といっても氷山はあくまで設楽のことは“凡人”と認識している)。作中で彼の秀才ぶりが発揮されることは少なく、当初は氷山の行動に驚いていることのほうが多かった。しかし次第に氷山の大規模な行為にも動じなくなる。また、通っている予備校で園山へのいじめを咎めるようになるなど、氷山と関わってから少なからず自分の性格や考えが変わったことを実感した。
氷山の協力者としては、警察の動向の報告や神原との交渉などを裏で動く氷山の代わりに行なった。国会占拠の際には警視庁の管制システムを制圧した。
上記のように計画に加担していたが氷山失踪後も特にお咎めはなく、元の生活に戻っている。
園山瑞希（そのやま みずき）
明櫻高校の生徒で設楽と同じ予備校に通う女子高生。学年不明。予備校で苛められていたが設楽に声を掛けられた事がきっかけで、催眠法に興味を持ち氷山に協力する。登場当初は眼鏡をかけていたが、氷山に協力するようになってからはコンタクトレンズにし、髪型も変えた。
調べ物が得意で、氷山から神原隼人についての調査を任せられる。神原のTV出演のスケジュールから性格、経歴など詳細な個人情報まで調べ上げた。
国会占拠の際には東京タワーの送信機室を手中に収め、電波ジャックを行なった。
氷山失踪後は設楽と同じく特にお咎めもなく普通の生活を送っている。氷山が催眠で自分の人生を変えてくれたことを感謝しており、世の中を少しでも変えるため自分なりに何か行動していきたいと決心する。

### 警察
奥田（おくだ）
警視庁捜査一課刑事。捜査一課のトップで、九遠寺とは以前から面識があり、信頼関係にあった。今回の事件でも彼に協力していたが、次々と九遠寺にかかわった人間が死んでいる事や、周囲にも隠し切れなくなった事から九遠寺の取調べを始める。
威ノ瀬が九遠寺を逃亡させてしまった後、園山の匿名通報により九遠寺の隠れていたホテルに駆けつけ再び拘束するが、氷山による神原の大々的な健忘催眠により九遠寺は無実と断定し再び協力する。神原の健忘催眠後は警視総監に捜査を中止させられるが、自らの手で記憶喪失者への捜査を続けた。
愛車はV36型日産・スカイラインで、氷山が国会を乗っ取った際に美樹の攻撃を避けるため一部破損した。
奥田の部下
奥田の部下。名前は不明。氷山を尾行していたが、逆に設楽に尾行されてしまう。
威ノ瀬（いのせ）
奥田の部下。厳しい口調で九遠寺を取調べしていたが、彼の催眠にかかり彼の逃亡を許してしまう。神原の健忘催眠後は九遠寺に協力するようになる。
白崎（しろさき）
鑑識課心理分析官。他の警察関係者と比べると催眠には詳しく、九遠寺の催眠の力に脅威を感じていた。
警視総監
政府要人に配慮して九遠寺逃走を外部に知らせず隠密に調査するよう奥田に指示した。その後、記憶喪失者や警察の威信を考え、神原の健忘催眠に関する捜査を中止させた。

### 計画の犠牲者
大沢（おおさわ）
聖森高校新聞部員。氷山を妬んでいた先輩の命令で氷山に暴行されたとの嘘を教員に訴える。その事を後悔し氷山に謝ろうとした際に、氷山から九遠寺の催眠法の力を確かめるため実験台を命じられる。氷山が最初に実験で催眠を施した相手で、その催眠により音楽に目覚めさせられ、軽音部を兼部する。氷山の催眠により自爆テロを行い冴木官房長官とともに死亡。
冴木（さえき）
民自党内閣官房長官。裏金などの汚職に手を染めていた事から、氷山による「悪の粛清」のターゲットにされ、大沢を使って引き起こした自爆テロの犠牲になる。氷山は冴木のことを「人間の弱さが生み出した悪の象徴」と評している。
堀田健治（ほった けんじ）
聖森高校新聞部部長。二年生。氷山の催眠により「第三の人間は九遠寺一樹」という趣旨の遺書を握った状態で飛び降り自殺を遂げる。
藤川勇気（ふじかわ ゆうき）
聖森高校軽音楽部部長。二年生。堀田同様に氷山の催眠で飛び降り自殺を遂げる。
河至場敬悟（かわしば けいご）
作家。52歳。九遠寺の催眠カウンセリングセンターに通っていた。氷山の催眠により、踏切への飛び込み自殺で死亡。彼以外にもセンターに通っていた人間が多数自殺させられている（後述）。
神原隼人（かんばら はやと）
タレント。元々は心理療法士だったが、TV局のディレクターの「スターにしてやる」という誘いに乗り、深夜のTV番組でアイドルに催眠法をかけるやらせの催眠ショーを行なうようになった。しかし人気の低迷で番組のリニューアルに伴い降板させられる。借金もあったため今後の生活に悩んでいた所を氷山に目をつけられ、設楽の誘いから氷山の計画に加担する。
氷山の催眠で失踪した生徒を解催眠で帰宅させ一躍英雄となるが、感謝状授与のために聖森高校に訪れた際に氷山に催眠をかけられる。その後TVで大々的な健忘催眠をやらされた末に服毒自殺し死亡。

### その他
拝嶋（はいじま）
心理療養師。かつては米国臨床心理研究所の催眠心理学の教授だった。教授時代に研究所で九遠寺に出会い、彼の才能に驚愕し催眠法を指導する。九遠寺の事を信頼しており彼が警察から追われていたときは匿ったが、由香の不手際で九遠寺が確保された際、一時的に警察に拘束された。
小野田（おのだ）
聖森高校の新任女教師。雑用ばかりの現状に嫌気が差している。氷山に催眠をかけられ、聖森高校の生徒全員に催眠をかけるための下準備をさせられる。
安河内（やすこうち）
厚生労働省の事務次官で神原による健忘催眠被害の対策本部長。策がなく困惑している状況で氷山と接触し部下と共に催眠をかけられ、氷山による催眠の動画を収録したメモリーを全国に流す。
美樹（みき）
神原の健忘催眠にかかった女性。氷山の催眠によって証である傷をつけ国会乗っ取りに参加するが、交際中の男性と九遠寺によって阻まれ九遠寺のカウンセリングセンターに保護される。事態の収拾後に九遠寺による治療を受け元の生活に戻った。

## DEATH NOTEとの類似性
連載が開始された当初、ネット上の複数のニュースサイトや雑誌において『週刊少年ジャンプ』に連載されていた『DEATH NOTE』との類似性を指摘する報道があり、「パクリ」「盗作」とも書かれるなど話題となった。
これらの雑誌の記事内において、具体的な類似点として下記のような点が挙げられた。
- 両作品の第一話のストーリーの始まり方が酷似していること。
- 主人公のキャラクター設定 (容姿や冷めた性格、優等生であること)
- 主人公が現状のつまらない世界を変えたいと望み、変革を望んでいること。
- 主人公に対立するライバルとして、天才肌の探偵役がいること。
- 能力のルールを活用した、天才同士による頭脳戦であること。

これらの報道に対し、小学館は「下敷きにしたような事実は一切ない」と表明している。集英社はこの件については「ノーコメント」と回答しており、それ以降は両社からのコメントなどは特に発表されていない。

## 備考
- 作中では「催眠では命の危険に関わる行為は直接実行させる事は出来ない」[5]と語られており、殺人行為を直接行う描写はないが、自殺についてはどのように行わせたのかが詳細に描かれていない（九遠寺のカウンセリングセンターの患者など）時もあり不透明な部分がある。
- 単行本1巻ではオマケとして催眠のかかり易さが調べられる「被暗示性テスト」が収録された。また、第3巻では作中の主要キャラと一致する人間性がわかる「心理分析フローチャート」が収録されている。
- 単行本1巻は連載開始から半年近くが経過した時期の発売だった。これはサンデーの連載作品としては異例の遅さであった。

## 単行本
1. Vol.1（2008年5月16日発売） ISBN 978-4-09-121395-2
2. Vol.2（2008年7月18日発売） ISBN 978-4-09-121437-9
3. Vol.3（2008年8月11日発売） ISBN 978-4-09-121457-7